# Saint-Quentin-le-Petit
Saint-Quentin-le-Petit is een gemeente in het Franse departement Ardennes (regio Grand Est) en telt 158 inwoners (1999). De plaats maakt deel uit van het arrondissement Rethel.

## Geografie
De oppervlakte van Saint-Quentin-le-Petit bedraagt 9,1 km², de bevolkingsdichtheid is 17,4 inwoners per km².
De onderstaande kaart toont de ligging van Saint-Quentin-le-Petit met de belangrijkste infrastructuur en aangrenzende gemeenten.

## Demografie
Onderstaande figuur toont het verloop van het inwonertal (bron: INSEE-tellingen).

Vanwege een beveiligingsprobleem met de MediaWiki Graph-software is het momenteel niet mogelijk deze grafiek weer te geven. Zodra de software is bijgewerkt zal de grafiek vanzelf weer zichtbaar worden.

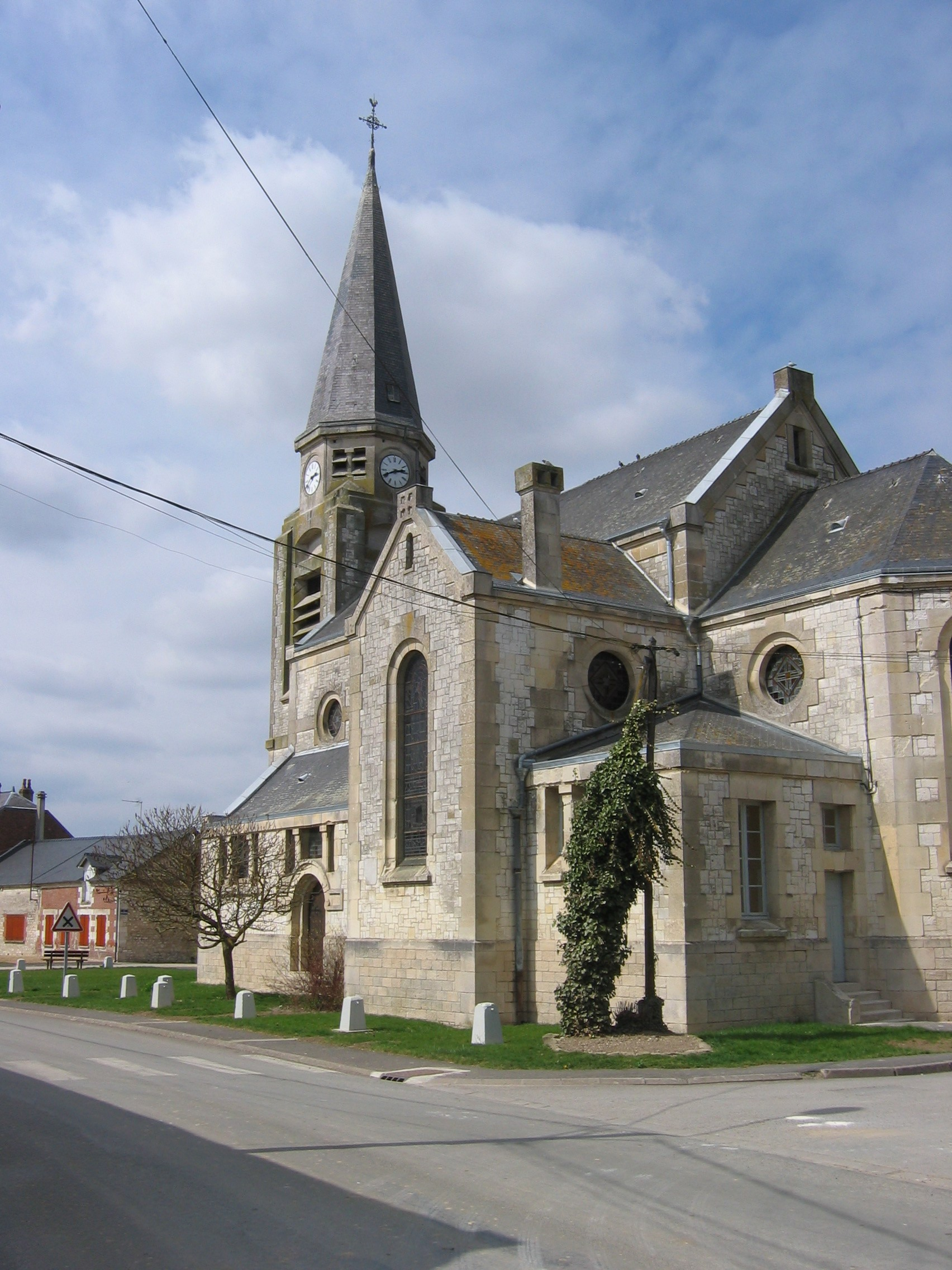
Kerk